# 놀런 제라드 펑크
놀런 제라드 펑크(Nolan Gerard Funk, 1986년 7월 28일 ~ )는 캐나다의 배우, 가수이다.

## 출연 작품

### 영화
- 엑스맨 2 (2003)
- 할로우 맨 2 (2006)
- 데드걸 (2008)
- 사이코패스 (2010)
- 헤이츠 (2012)
- 트러블 메이커 (2013)
- 리딕 (2013)
- 트루스 오어 데어 (2018) - 타이슨 역
- 베를린, 아이 러브 유 (2019, Berlin, I Love You) - 니코 역
- 더 롱 나이트 (2022)

### 텔레비전
- 세븐 데이스 (2001)
- 테이큰 (2002)
- 엘 워드 (2004)
- 스몰빌 (2005)
- 킬러 인스팅트 (2006)
- 수퍼내추럴 (2006)
- 에일리언스 인 아메리카 (2007)
- 라이 투 미 (2009)
- 캐슬 (2009)
- 웨어하우스 13 (2010)
- 디트로이트 1-8-7 (2010)
- 헬캣츠 (2010)
- 글리 (2012-13)
- 브루클린 나인-나인 (2013)
- 애로우: 어둠의 기사 (2014-16)
- 콴티코 (2017)
- 더 캐치 (2017)
- 친애하는 백인 여러분 (2017)
- 메이저 크라임 (2017)
- 카운터파트 (2018)
- 더 마블러스 미세스 메이즐 (2018)
- 플라이트 어텐던트 (2020)